# Tifó Morakot (2009)
El Tifó Morakot, és un cicló tropical que va afectar Taiwan i les províncies costaneres de la Xina, entre altres llocs menors, que es va formar el 2 d'agost de 2009, i en arribar a Taiwan, va causar incomptables danys i centenars de morts, i va esdevenir tempesta tropical quan va arribar a la zona continental de les províncies del sud-est de la Xina, amb diferents fenòmens naturals, com les inundacions, que se les van considerar com les pitjors i devastadores dels últims 50 anys.
Des de llavors, milions de persones foren evacuades del lloc de màxima alerta, i els danys estructurals van ser devastadors, i s'estimen en cents de milers de milions de dòlars dels EUA.
A Taiwan, la xifra de morts va ser superior a la de la Xina, ja que s'hi van produir allaus que van produir un veritable desastre.
De moment, s'està deliberant exactament quina és la quantitat de conseqüències que va generar aquest fenomen climàtic i, conseqüentment la quantitat d'afectats, ja que els allaus van sepultar centenars de ciutadans al sud de l'Illa de Formosa.

## Etimologia
- En la designació internacional, el tifó se'l coneix com a
  - 0908
  - Morakat o més resultant,
  - Morakot.
- Pel JTWC, se'l coneix com a
  - 09W, i pel
- PAGASA, el seu nom clau és
  - Kiko.

## Naixement

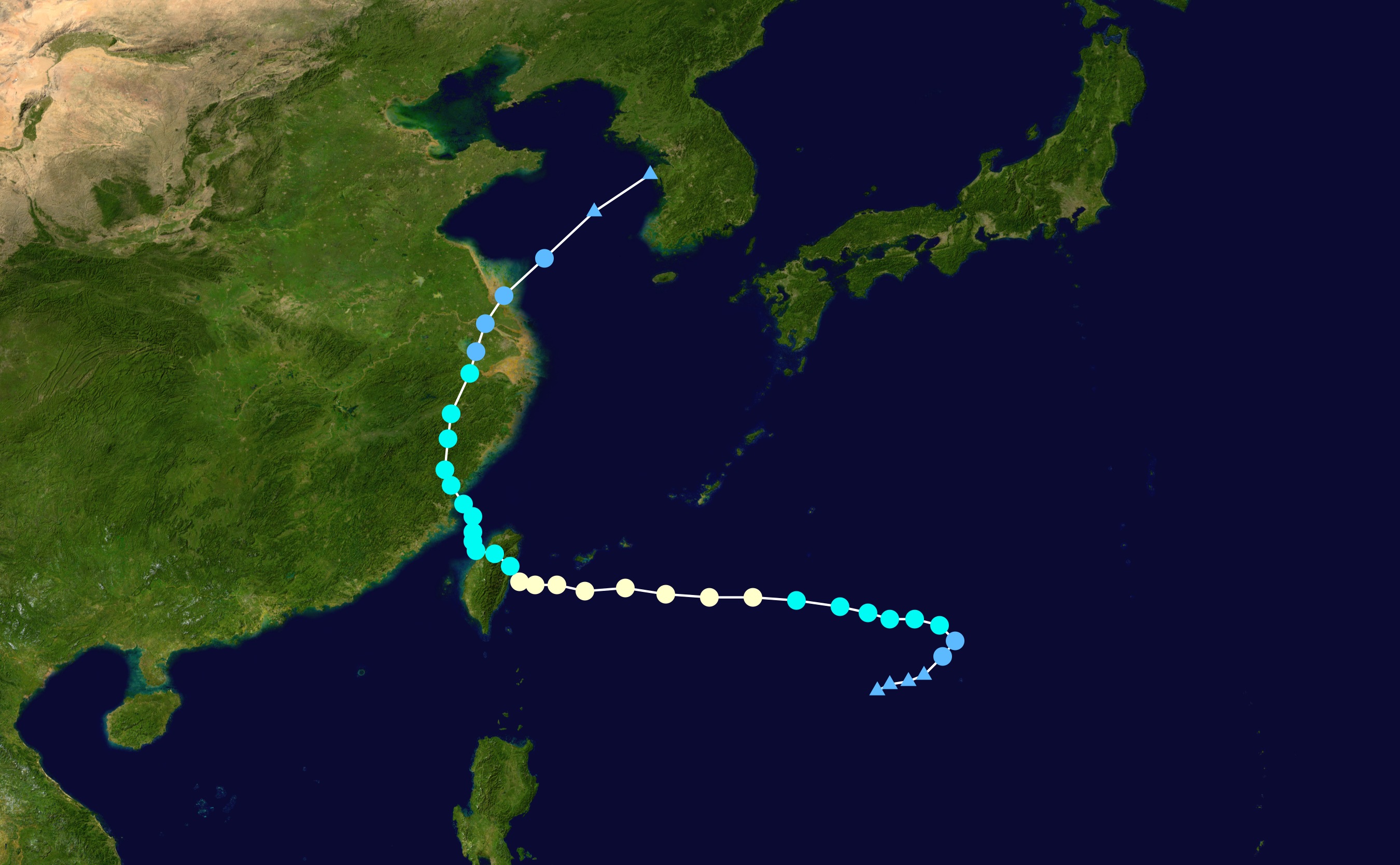
Recorregut del Morakot.

El 2 d'agost, l'Agència Meteorològica del Japó, reporta que s'ha format un nou cúmul tifònic dintre de la Temporada de tifons al Pacífic del 2009 que es va localitzar a 1000 km a l'est de les Filipines. Però fins a aquesta situació, la tempesta era feble com per considerar-la cicló aquell dia. El JTWC i PAGASA van començar a observar la depressió a uns 700 km al sud-est d'Okinawa, el Japó, després, PAGASA li assigna el nom Kiko a la depressió.

## Impacte

### Filipines

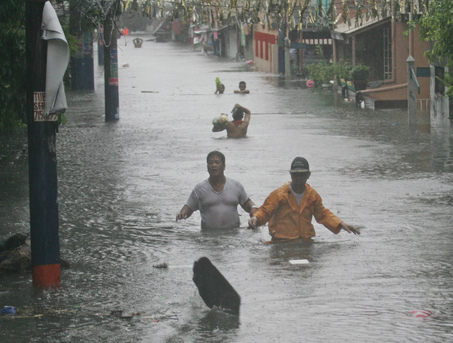
Inundacions a les Filipines mostren l'onada del desastre provocada pel "Kiko" (Morakot).

Onze pobles (Pagudpod, San Juan, Baton-lapoc, Carael, Tampo, Paco, San Miguel, Binig, Bangan, i Capayawan) van ser submergits de 4 a 5 peus de profunditat després que desbordés el Dic Pinatubo i provoqués inundacions.
Militars i policies van rescatar 3 coreans i 9 canadencs. Al voltant de 29.000 persones es van veure afectades per Morakot; s'ha confirmat la mort de nou persones. Tres turistes francesos i dos guies filipins sortir morts en un esllavissament de terra. Milers de persones foren atrapades a les teulades o els arbres en espera dels intents de rescat d'helicòpters i milers van perdre les seves llars. Almenys dos han mort a causa de les inundacions. Els lliscaments de terra van cobrar la vida de no pas menys de dotze miners, mentre que d'altres encara estan desapareguts després que una mina cedís. Les escoles de les zones més afectades han tancat i les carreteres s'han tallat per culpa dels esllavissaments de terres.

### Taiwan
A Taiwan, les escoles van tancar per lliscaments de terres causats pel Morakot, va imposar greus inundacions, van fer volar arbres i tanques i molts edificis van perdre les seves teulades. Alhora va ser un impacte positiu, ja que Taiwan necessitava pluja per alleugerir un mes de sequera, i la reposició dels embassaments pel racionament d'aigua. Tanmateix, a l'illa, 18 persones van morir, 35 van resultar ferides i 131 van desaparèixer. Gairebé tota la regió meridional de Taiwan (Chiayi, Tainan, Kaohsiung, Pingtung i altres comtats), i parts del comtat de Taitung va ser inundada assolint un rècord de pluges intenses. Les precipitacions van superar al comtat de Pingtung 2.500 mil·límetres, trencant tots els registres de precipitacions d'un sol lloc a Taiwan induïda per un sol tifó. Les companyies aèries de Taiwan van dur a terme alguns vols d'entrada i sortida de l'aeroport, però es van tancar els ports marítims. A més a més, l'electricitat es va perdre en 25.000 cases.
Els informes indiquen que almenys 600 persones van desaparèixer a tot el sud de Taiwan. La majoria de les persones eren residents del llogarret Hsiao-Lin (小林村), un poble de muntanya amb 1.300 residents a Jiasian, Kaohsiung. El poble va ser sepultat per una enorme allau de fang que va destruir la major part de la ciutat. Se va informar que tots els camins cap a Namaxia, Kaohsiung van ser bloquejats o arrossegats per greus lliscaments de llot. Centenars de residents van quedar atrapats durant quatre dies, i, cada cop, escassejava més l'aliment i l'aigua. A més a més, l'aigua i l'electricitat van quedar tallades.
Un helicòpter de rescat, que treballa per recuperar el supervivents del corrent de terra, es va estavellar en una muntanya a començaments de l'11 d'agost, causant la mort dels tres ocupants. Les aeronaus de rescat (helicòpters principalment) van estat incapaços d'arribar a les runes a causa del terreny costerut de la muntanya.
Un riu del comtat de Taitung va enfonsar sota les seves aigües a 51 cases i arrestrar totes les runes fins al Pacífic, deixant molts residents sense llar. Cap habitant no es trobava a les cases quan les mateixes van caure al riu. En el Jhiben (Chih-Pen) una zona de deus calentes, els sis pisos de l'Hotel Jinshuai van ser destruïts quan es va enfonsar al rierol després que s'inundés tot Jhiben. L'aigua potable del comtat de Tainan es va contaminar, ja que el respectiu embassament es va embrutar.
En total a Taiwan, almenys hi va haver 107 persones mortes per la tempesta a partir del 13 d'agost. El rècord de pluges va ocasionar pèrdues catastròfiques agrícoles, i els primers càlculs arriben als 274 milions de dòlars. En el seu apogeu, al voltant d'1,58 milions d'habitatges van quedar sense electricitat a tota l'illa i més de 710.000 es van quedar sense aigua potable. Les pèrdues en turisme a causa del tifó arriben als 24,4 milions de dòlars).

### Xina continental
En la continentalitat de la Xina, van ser nombrosos els danys ocasionats. Un vaixell de pesca va bolcar i els esforços de recerca i rescat no van aconseguir localitzar els nou pescadors desapareguts. En total, aproximadament 1,5 milions de residents van ser evacuats abans de l'arribada del tifó. Un total de 34.000 embarcacions van buscar refugi abans de la tempesta. Durant un període de quatre dies, Morakot va produir fins a 1.240 mm de pluja a la província de Zhejiang, la més alta en gairebé 60 anys a la província. Lliscaments de terres a Pengxi, al peu d'una muntanya, van destruir un apartament de tres pisos en construcció, amb sis persones dintre. Els sis van ser recuperats de les runes de l'estructura. Tanmateix, més tard, dues persones van morir a causa de les ferides provocades per la desgràcia. A Wenzhou, un gran lliscament de terra va destruir sis edificis d'apartaments, enterrant a un nombre desconegut de persones. Una persona va resultar morta després de les pluges torrencials que, van causar que a la casa on s'allotjava, es col·lapsés, així com unes altres quatre cases properes.
En en comtat de Xiapu, el Morakot va destrossar cases per les inundacions i els lliscaments de terres, perjudicant a unes 136.000 persones. El sector pesquer de la indústria local va comptar aproximadament 29 milions de dòlars en pèrdues. A més a més, catorze municipis de la província es van inundar. S'estima que 3,4 milions de persones van informar de danys a la propietat a tota la província de Zhejiang, amb almenys 1.600 cases destruïdes. Almenys 10.000 cases van ser danyades o destruïdes per la tempesta i més d'1 milió d'acres de terres de cultiu es va veure afectada per les inundacions. A la Xina, els danys de la tempesta va ascendir dins als 1,4 mil milions de dòlars. Més d'11 milions de persones es van veure afectades pel tifó Morakot a tot l'est de la Xina.